# Stuben (Gemeinde Bernstein)
Stuben (ungarisch Edeháza, Romani Schtumo) ist eine Ortschaft und eine Katastralgemeinde in der Gemeinde Bernstein im Burgenland. Die Ortschaft hat 397 Einwohner (Stand 1. Jänner 2024). Stuben war bis Ende 1970 eine eigenständige Gemeinde.

## Geographie
Stuben liegt nördlich von Bernstein im Tal des Stubenbaches, der in den Tauchenbach mündet, einen linken Nebenfluss der Pinka. Ebenfalls zur Katastralgemeinde zählt die Rotte Kalteneck, die sich nördlich von Stuben befindet.

## Geschichte
Die erste Nennung Stubens erfolgte im Jahr 1388 als Scubun. Der Ortsname wird auf einen beheizbaren Raum zurückgeführt, der vermutlich Grenzwächtern als Aufenthaltsraum diente.
Am 1. Jänner 1971 wurde der bis dahin eigenständige Ort im Zuge des Gemeindestrukturverbesserungsgesetzes der burgenländischen Landesregierung mit den Orten Bernstein, Dreihütten, Rettenbach und Redlschlag zur neuen Großgemeinde Bernstein zusammengefasst.

## Ansichten

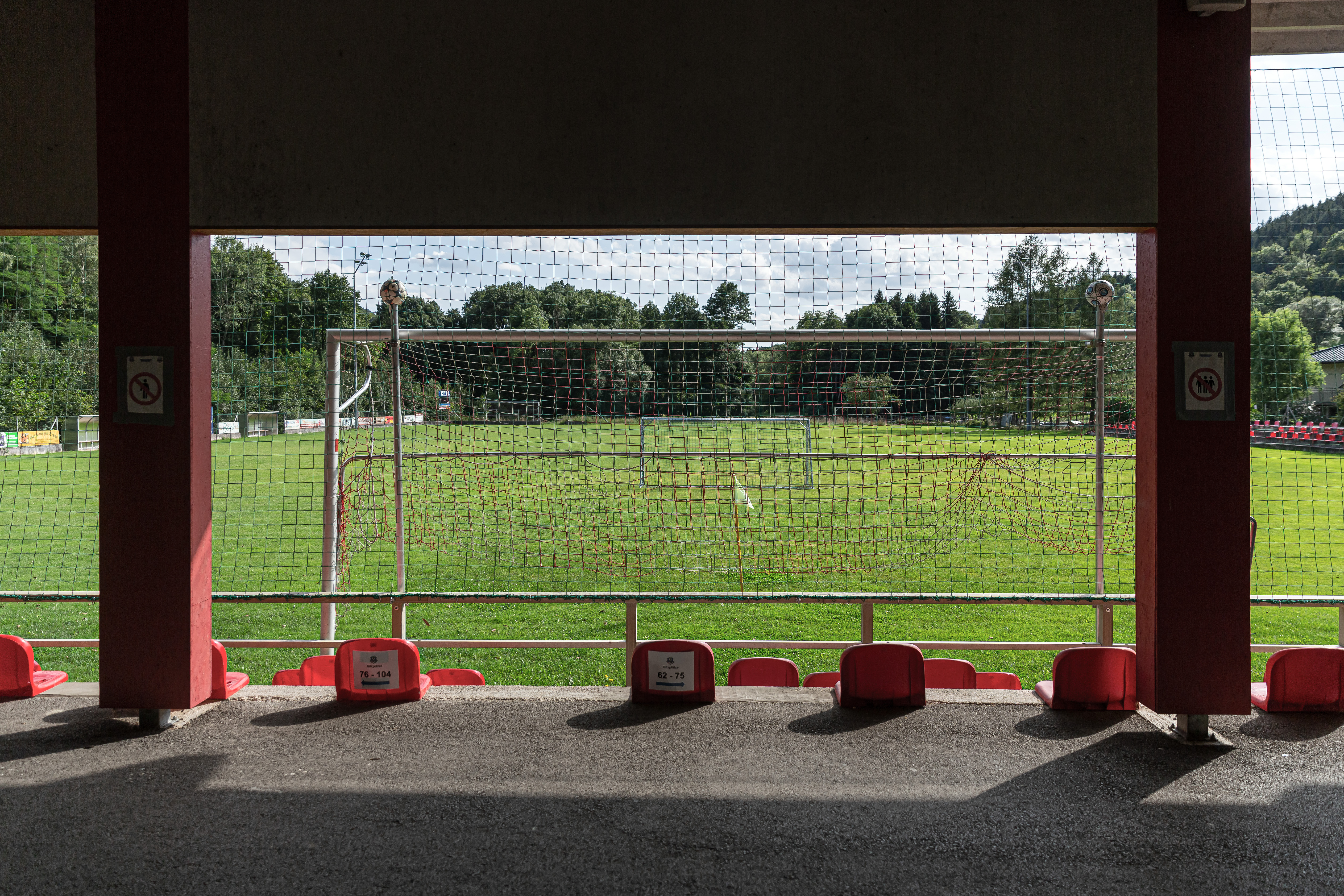
Sportplatz des SV Stuben
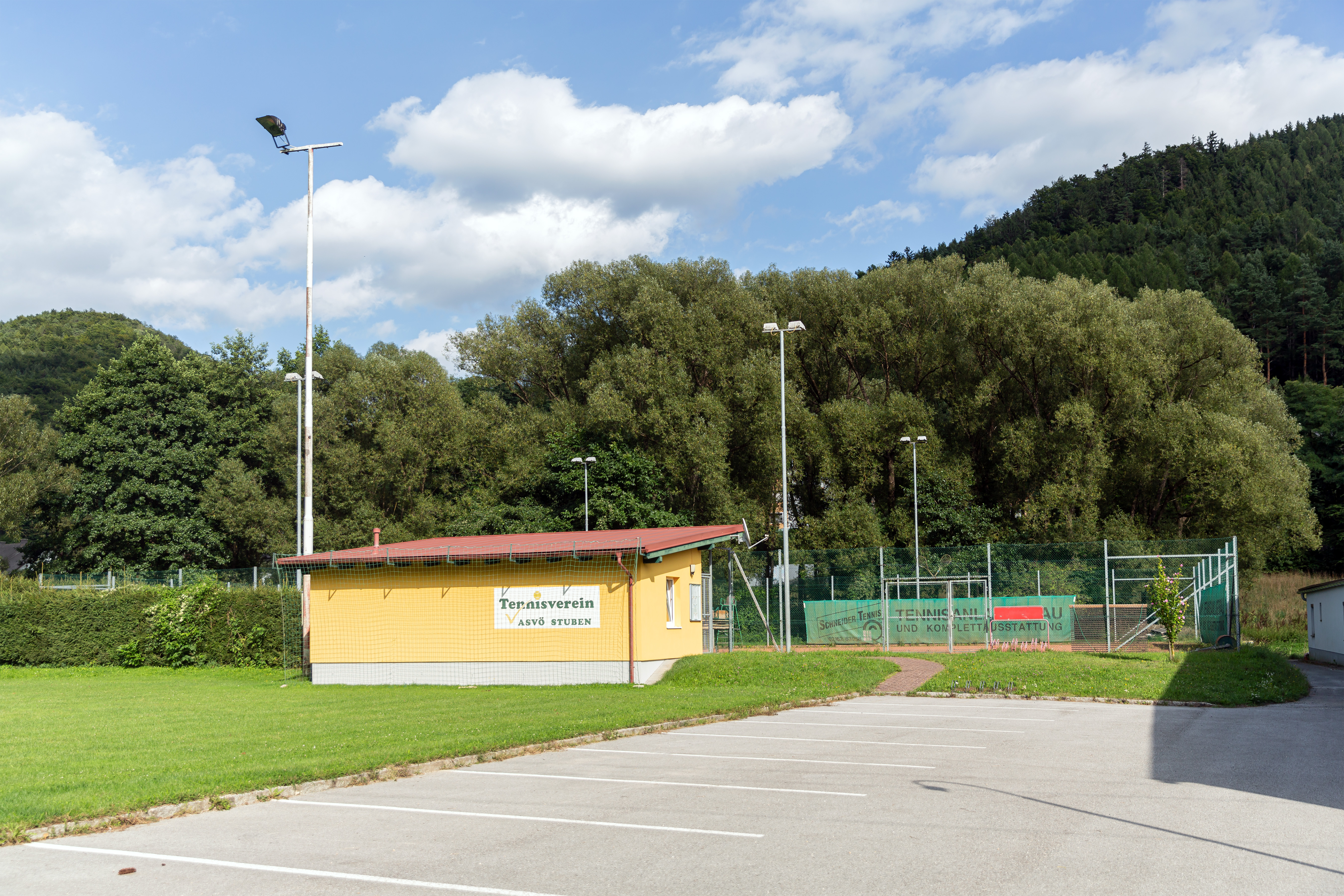
Tennisplatz des ASVÖ Stuben
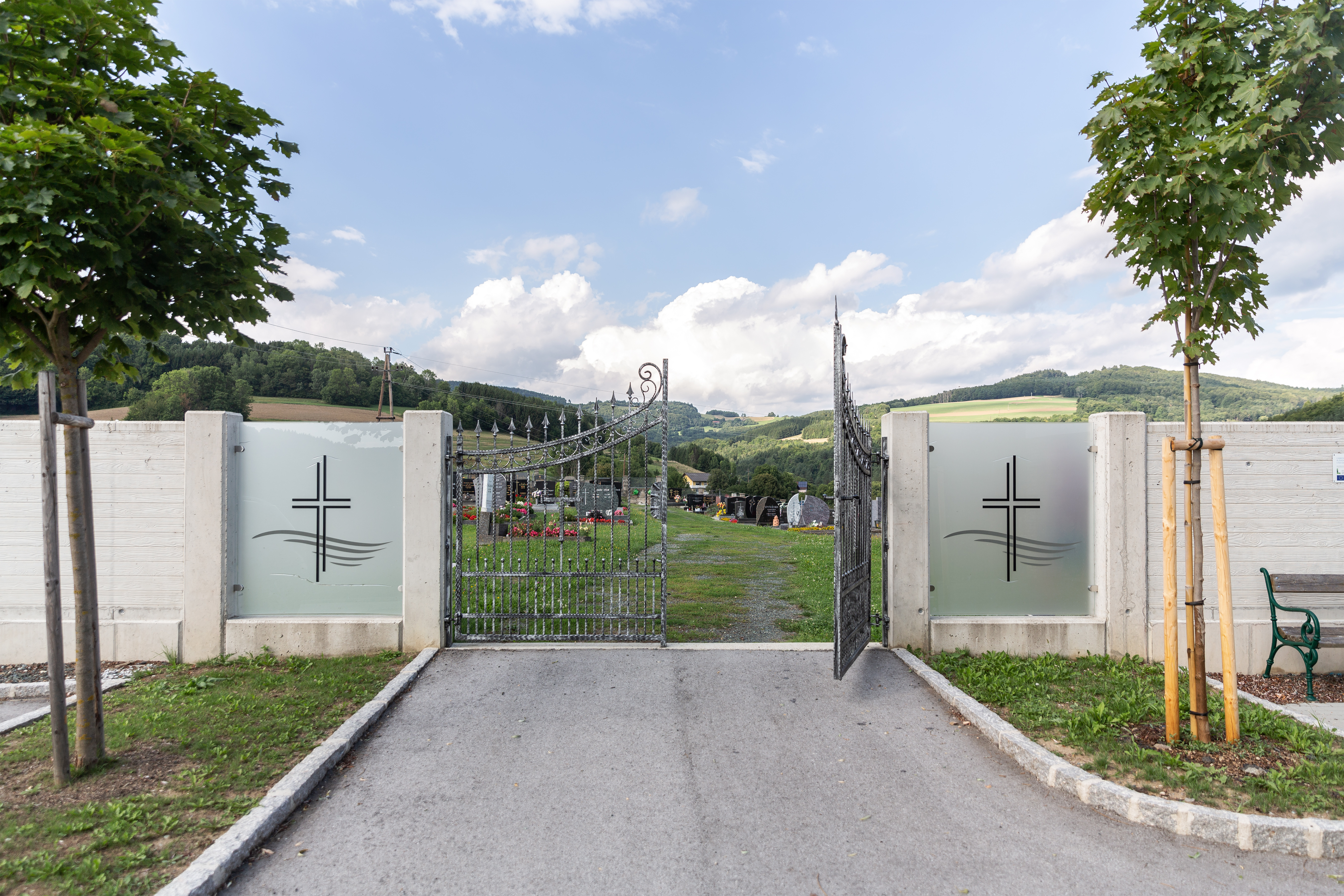
Friedhof Stuben
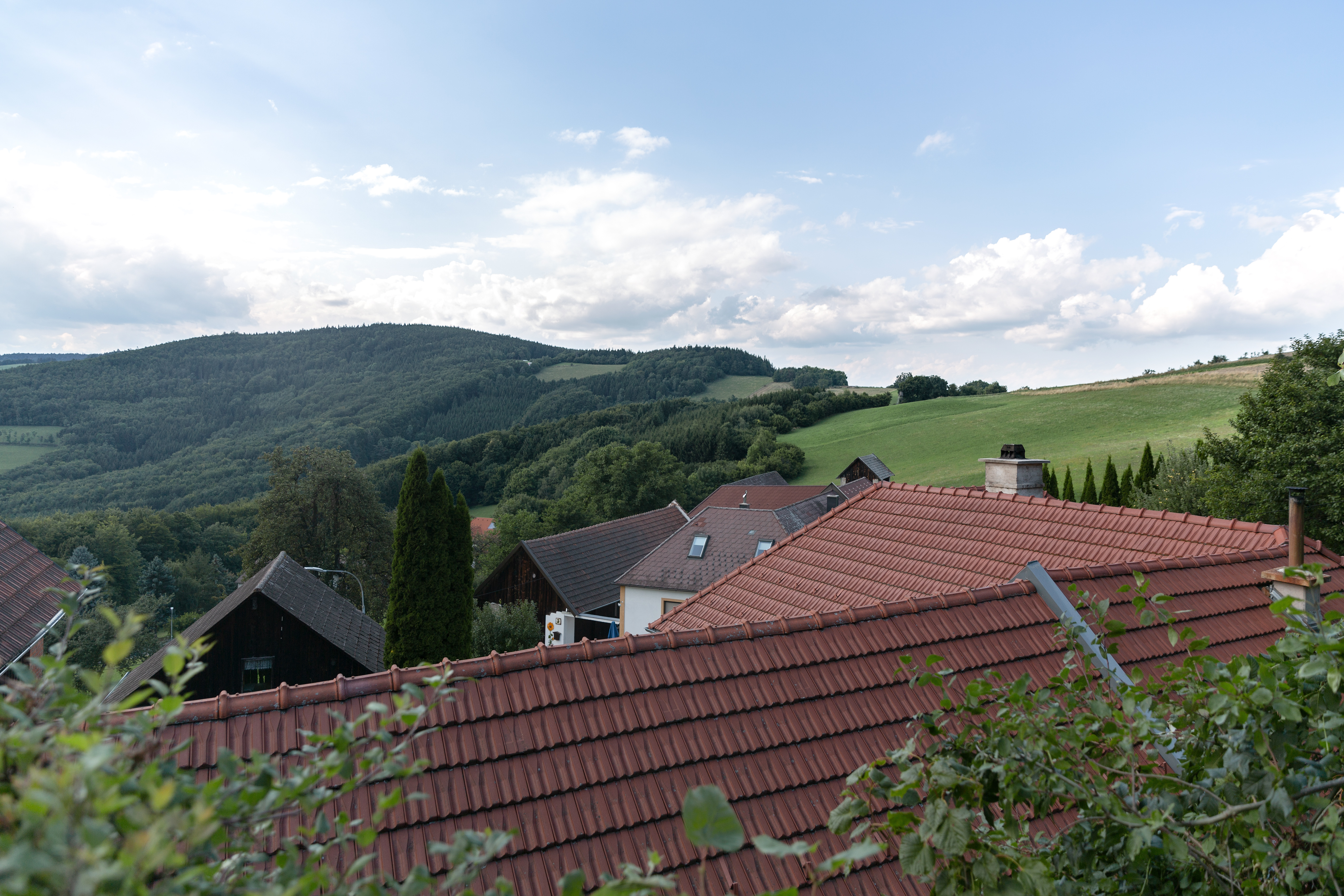
Rotte Kalteneck